# Bakalan Krajan
Bakalan Krajan is een bestuurslaag in het regentschap Malang van de provincie Oost-Java, Indonesië. Bakalan Krajan telt 7256 inwoners (volkstelling 2010).